# Branko Cvetković (Basketballspieler)
Branko Cvetković (* 5. März 1984 in Gračanica, Bosnien und Herzegowina) ist ein serbischer Basketballspieler. Seit der Spielzeit 2011/12 spielt er für den kasachischen BK Astana, die offiziell dem Kontinentalverband FIBA Asien angehören, aber im Vereinswettbewerb VTB United League gegen osteuropäische Vereine antreten.

## Karriere

### Verein
Cvetković begann seine Karriere bei den Vereinen Spartak Subotica und Borac Čačak in Serbien. Die ersten nennenswerten Erfolge erzielte er mit dem BC Reflex/FMP Železnik aus Belgrad. Mit diesem Verein gewann er 2006 die Adriatic League und 2007 den serbischen Pokal. In der Saison 2007/08 spielte er in Spanien für Akasvayu Girona. Mit Girona erreichte er das Finale im ULEB Eurocup das jedoch gegen DKV Joventut verloren wurde. In der Saison 2008/09 wechselte er zu Panionios Athen, mit dem er in der Euroleague spielte. Eine Saison (2009/10) spielte er in Italien bei Scavolini Pesaro. Anschließend wechselte er 2010/11 in die Ukraine zu BK Donezk, mit dem er Zweiter der ukrainischen Meisterschaft 2011 wurde. Zur Saison 2011/12 unterschrieb Cvetković einen Vertrag beim kasachischen Club BK Astana. Mit Astana wurde er dreimal in Folge (2011–2013) kasachischer Pokalsieger und 2012 kasachischer Meister.

### Nationalmannschaft
Cvetković war Mitglied der serbischen Basketballnationalmannschaft während der Qualifikationsspiele für die EM 2009.

## Auszeichnungen und Erfolge

### Mannschaftserfolge
- Sieger Adriatic League: 2006
- Serbischer Pokalsieger: 2007
- Kasachischer Pokalsieger (4 ×): 2011–2014
- Kasachischer Meister (3 ×): 2012–2014.

### Persönliche Auszeichnungen
- Bester Small Forward des kasachischen Pokals 2011.
- Bester Shooting Guard des kasachischen Pokals 2013.[2]